# Biel (cantante)
Biel, nome d'arte di Gabriel Araújo Marins Rodrigues (Lorena (Brasile), 20 marzo 1996), è un cantante e modello brasiliano.
Biel è diventato famoso nel 2015 con la sua canzone Química.

## Discografia

### Album in studio
- 2016 – Juntos vamos além
- 2017 – Reconhecimento

### Singoli
- 2014 – Pimenta
- 2015 – Química
- 2016 – Melhor assim (feat. Ludmilla)